# Гуапоре (река)
Гуапоре́ (порт. Rio Guaporé, исп. Río Iténez) — река в западной Бразилии, на границе с Боливией. Длина — 1550 км. Площадь бассейна составляет около 361 тыс. км²

## Описание
Река начинается на южных склонах хребта Серра-дус-Паресис в западной части Бразильского плоскогорья, в бразильском штате Мату-Гросу, приблизительно в 150 км от Понтис-и-Ласерда. Далее течёт в западном направлении около 120 км до Вила-Бела-да-Сантисима-Триндади, где соединяется с рекой Алегре (порт. Rio Alegre). После этого она течёт на север на протяжении 180 км и становится границей между бразильским штатами Мату-Гросу и Рондония на северо-востоке и боливийскими департаментами Санта-Крус и Бени на юго-западе. По границе она течёт до впадения в реку Маморе.
Основные притоки — Парагуа, Баурес, Итонамас/Сан-Мигель, Каутарио.
Судоходна от г. Мату-Гросу.
Питание реки дождевое. Максимальный уровень воды (с повышением на величину до 8 м в устье) фиксируется в период с февраля по апрель. Среднегодовой расход воды составляет 4700 м³/с.
В реке Гуапоре в начале 1828 года утонул известный французский художник Амадей Адриан Тонэй, участвовавший в экспедиции Лангсдорфа.

## Флора и фауна
В бассейне Рио-де-Итенес-Гуапоре созданы две охраняемые природные территории: национальный парк Ноэль Кемпфф Меркадо, а также ведомственный парк Итенес и природная зона комплексного управления. Особенностью региона является большое разнообразие животных и рыб. Например, боливийский дельфин, чёрный кайман, гигантская выдра и другие виды. В реке водится не менее 600 видов рыб.
На побережье Гуапоре наблюдается самое массовое скопление черепах в мире, среди них южноамериканская речная черепаха (Podocnemis expansa)